# 迫って!GABURI。
『迫って!GABURI。』（せまってカブリ）は、1993年10月12日から1994年3月22日まで、TBS系列で放送されていた毎日放送製作の情報番組・ドキュメンタリー番組。
放送時間は毎週火曜22:00 - 22:54。

## 概要
ゲストがVTRを見ながらコメントする番組で、司会には島田紳助、コメンテーターには原健三郎とゲスト2人を迎えていた。
なお、当初は前番組『逸見のその時何が!』から引き続き逸見政孝と上岡龍太郎が出演する予定で、タイトルも『逸見・上岡の迫って!GABURI。』となる予定であった。しかし、逸見が癌闘病に専念するために出演予定者から外れ（同年12月25日に死去）、同時に上岡も降板したことから、最終的には『迫って!GABURI。』と題して放送された。

## スタッフ
- <スタジオ>
  - 構成：桜井妙子、水野しげゆき
  - 技術：河合淳
  - カメラ：奥野明彦
  - 音声：市川純雄
  - 照明：松尾好則
  - VE：水脇学
  - デザイン：根本研二
  - 美術：ウッドオフィス
  - 美術制作：渡辺勝
  - 美術進行：横山勇、斎藤卓
  - 大道具：種市匡
  - 電飾：安彦邦広
  - メイク：森崎千鶴
  - スタイリスト：波多野としこ
  - 技術協力：千代田ビデオ
  - 制作協力：THE WORKS
  - ディレクター：田中将徳（MBS）、松田導泰・藤原克哉（THE WORKS）
  - 演出：岡田公伸（MBS）
- <VTR>【週替り】
  - ディレクター：西田治朋・金城聖門（ディレクターズ・ウェーブ）
- 音効：石川清
- タイトルCG：道祖神
- 広報：山崎朋子（MBS）
- TK：石橋葉子
- AP：加藤敏男（THE WORKS）、岩田うらら（MBS）
- 演出：加藤裕之（ディレクターズ・ウェーブ）【週替り】
- プロデューサー：信濃正兄（MBS）／伊東浩一（ディレクターズ・ウェーブ）【週替り】
- 制作：岩崎宏（MBS）
- 制作協力：ディレクターズ・ウェーブ【週替り】
- 製作著作：毎日放送

## 放送局
特筆の無い限り全て同時ネット
- 毎日放送（制作局）
- TBS
- 北海道放送
- 青森テレビ
- 岩手放送
- 東北放送
- テレビユー山形
- テレビユー福島
- 新潟放送
- 信越放送
- テレビ山梨
- 静岡放送
- チューリップテレビ
- 北陸放送
- 中部日本放送
- 山陰放送
- 山陽放送
- 中国放送
- テレビ山口
- 伊予テレビ
- テレビ高知
- RKB毎日放送
- 長崎放送
- 熊本放送
- 大分放送
- 宮崎放送
- 南日本放送
- 琉球放送

| 毎日放送制作・TBS系 火曜22時台 | 毎日放送制作・TBS系 火曜22時台 | 毎日放送制作・TBS系 火曜22時台 |
| 前番組                         | 番組名                         | 次番組                         |
| ------------------------------ | ------------------------------ | ------------------------------ |
| 逸見のその時何が!              | 迫って!GABURI。                | ジャングルTV 〜タモリの法則〜  |

| スタブアイコン | サブスタブ | この項目は、まだ閲覧者の調べものの参照としては役立たない、テレビ番組に関連した書きかけの項目です。この項目を加筆・訂正などしてくださる協力者を求めています（P:テレビ/PJ:放送または配信の番組）。 |